# Contrast Rocks
Die Contrast Rocks (von englisch contrast ‚Gegensatz, Kontrast‘) sind eine kleine Gruppe von Rifffelsen vor der Nordküste Südgeorgiens. Sie liegen 800 m östlich des Antarctic Point in der Einfahrt zur Antarctic Bay.
Wissenschaftler der britischen Discovery Investigations kartierten und benannten die Felsen zwischen 1926 und 1930.